# 최지해
최지해(1981년 6월 17일~)는 대한민국의 아나운서이다.

## 주요 경력
- 2001년 : 광고 모델 활동, 메이블린뉴욕, 랑콤, 스니커즈 등
- 2002년 : KBS 20기 공채 탤런트
- 2007년 : KNN 아나운서
- 2009년 : SBS CNBC 앵커
- 2010년 : OBS경인TV 아나운서

## 학력
- 대원외고 불어과 졸업
- 고려대 사범대학 영어교육과 졸업
- 고려대 언론대학원 언론학 입학

## 이외 이력
- 서울대학교 법대 최고위 ALP
- 서울대학교 28대 총동문회 이사

## 연기 활동

### 드라마
- 2003년 KBS2 일일시트콤 《달려라 울엄마》
- 2003년 KBS2 주말연속극 《저 푸른 초원 위에》
- 2004년 KBS2 주말연속극 《부모님전상서》
- 2004년 KBS2 월화드라마 《오!필승 봉순영》
- 2005년 NHK 한국드라마 《그대 바람속에》

## 진행
- 2007년 ~ 2010년 : KNN 《사투리쇼 얼룩말》
- 2007년 ~ 2009년 : KNN 《KNN 뉴스와이드》
- 2009년 : KNN 《KNN 모닝와이드》
- 2010년 : SBS CNBC 《굿모닝 경제와이드》
- 2010년 : SBS CNBC 《굿이브닝 경제와이드》
- 2010년 : OBS경인TV 《생방송 OBS》
- 2010년 : OBS경인TV 《건강버라이어티 올리브 생방송 OBS》
- 2010년 : OBS경인TV 《건강버라이어티 올리브 생방송 OBS》
- 2014년 : OBS경인TV 《건강토크쇼 맘스닥터》
- 2014년 : OBS경인TV 《체인지 라이프 닥터 & 스타》
- 2014년 : OBS경인TV 《OBS 경인뉴스라인》
- 2015년 : OBS경인TV 《OBS 뉴스&이슈》, 북세통
- 2016년 ~ 2017년 : OBS경인TV OBS 경인뉴스라인,오늘의 월드뉴스
- 2018년 : OBS경인TV 메인뉴스 OBS 뉴스M
- 2022년 : OBS경인TV 메인뉴스 OBS 뉴스O
- 2023년 : OBS경인TV 주말 메인뉴스 OBS 뉴스O, 주말 OBS 뉴스
- 2024년 : OBS 라디오 라라랜드 (라디오 프로그램), 주말 OBS 뉴스

## 수상
- 2017년 한국 아나운서 대상 교양부문 TV진행상
- 2023년 한국아나운서협회 아나운서대상 앵커상